# Abbaye Saint-Bernard de Bornem
Pour les articles homonymes, voir Abbaye Saint-Bernard (homonymie) et Saint-Bernard.
L'abbaye Saint-Bernard de Bornem est un monastère de moines cisterciens située à Bornem, dans la province d'Anvers, en Belgique.  Fondée en 1836 par les moines de l'abbaye d'Hemiksem, et affiliée la même année à l'ordre cistercien, l'abbaye est toujours en activité en 2019, la communauté de moines y chante quotidiennement l'office divin.

## Histoire
Fondée en 1836 par les cisterciens d'Hemiksem, l'abbaye Saint-Bernard de Bornem est installée dans un ancien couvent construit par Pedro Coloma, baron de Bornhem en 1603. Ce couvent avait permis, à l'origine, d'accueillir les Dominicains anglais ayant quitté leur pays pour échapper à la persécution, sous le règne d'Élisabeth Ire.

## Aspects culturels
Les bâtiments de l'abbaye sont de diverses époques, mais principalement du XVIIIe siècle et XIXe siècle. Ils gardent de nombreuses œuvres d'art: portraits et tableaux, sculptures, manuscrits précieux, éditions rares, archives diverses, etc.
Dans son livre Vie de Verhaeren, André Mabille de Poncheville a évoqué l'abbaye avec beaucoup de passion.

## Note
1. ↑  « Le haut campanile carré, en briques rouges, l'attire de loin. L'église abbatiale où il pénètre est intérieurement séparée en deux parties par le jubé des orgues sous lequel peut s'ouvrir ou se fermer une large porte à deux battants. Qu'elle soit ouverte, on aperçoit au fond du chœur des religieux, un bel autel à retable dans le goût du XVIIe siècle, surmonté de colonnes de marbre qui encadrent une Assomption de Rubens. Dans les jardins s'ouvre un second cloître ; le berceau de verdure sous lequel, à l'abri des rayons solaires, certains religieux relisent le traité de saint Bernard sur l'Amour de Dieu. D'autres, vers la fin de la journée, se délassent de leurs travaux ; penchés vers les cygnes et les canards blancs qui peuplent canaux et fossés étoilés de fleurs de nénuphars, ils leur jettent du pain... Le pèlerin venu tôt le matin ne repart que tard dans la soirée après s'être restauré dans la salle à manger des hôtes sous le regard bienveillant des portraits où revivent les prédécesseurs de Dom Robert... ».

## Pour compléter